# Bilbajs

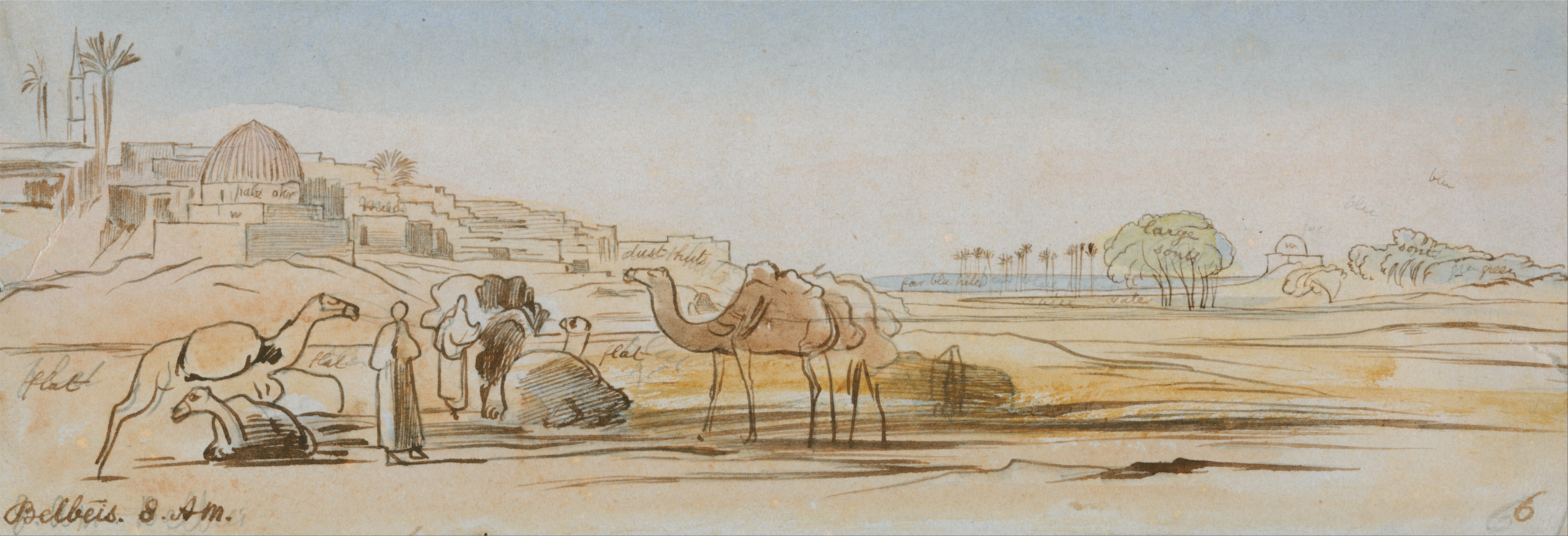
Edward Lear, Belbeis roku 1867

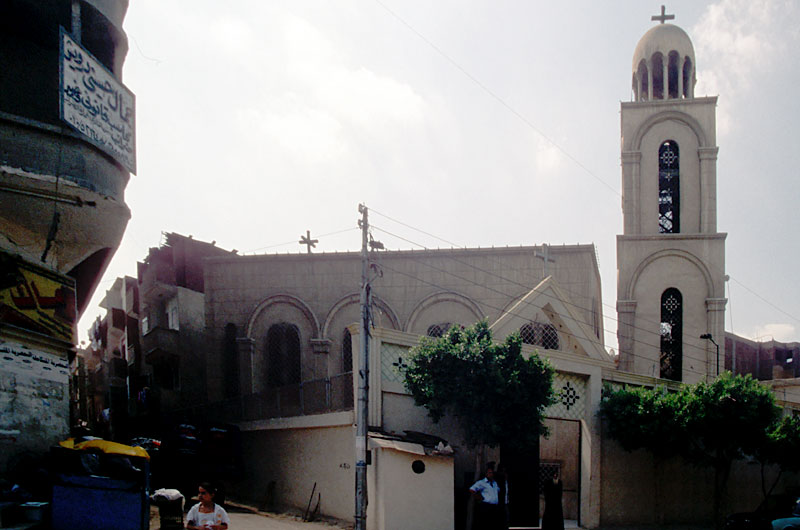
Kostel svatého Jiří

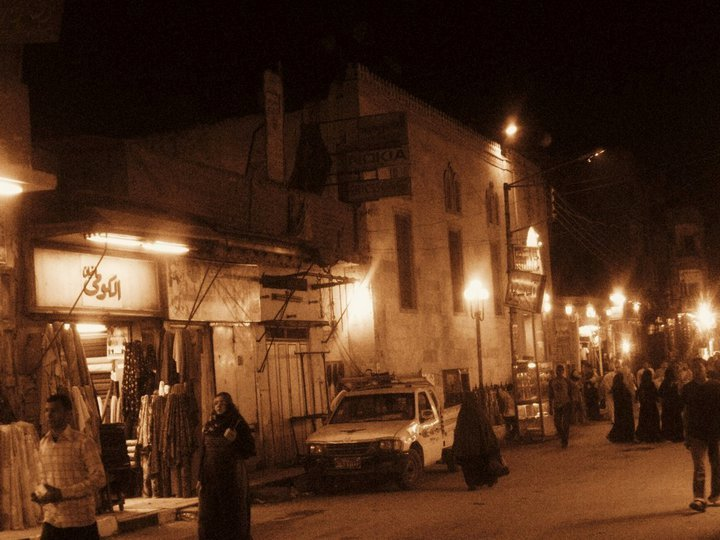
Mešita Sadat Kurajš

Bilbajs, či též Bilbejs (arabsky بلبيس, koptsky Phelbs) je historické opevněné město s asi 300 tisíci obyvateli na jihovýchodním okraji delty Nilu v dnešním Egyptě.

## Historie
Bibajs, starověké Phelbes byly významným střediskem provincie Augustamnica secunda už v době římské a brzy se stalo i biskupstvím.
Hrálo roli v několika nástupnických bojích o kontrolu nad vezírát v fátimovském Egyptě: nejprve roku 1164 našli v Bilbajsu útočiště kurdský emír Šírkúh a jeho turecká armáda ze Sýrie, když egyptský vezír Šávar přivolal křižácké vojsko jeruzalémského krále Amauryho I. Křižáci a jejich egyptští spojenci Šírkúha obléhali tři měsíce, ale poté Šírkúhův pán Núr ad-Dín zaútočil na severu proti křižáckým státům a Amaury byl nucen táhnout zpět do Sýrie.
Roku 1168 bylo město obleženo králem Amaurym znovu. Křižácká armáda se města zmocnila 4. listopadu, po třídenním obléhání a vojáci povraždili místní obyvatelstvo, včetně křesťanů. Tím si získali v Egyptě špatnou pověst a i koptští Egypťané začali spíše stranit spojenectví s Turky než alianci s křesťanskými Franky.
Roku 1798, při egyptském tažení, bylo středověké opevnění z rozkazu generála Napoleona Bonaparta obnoveno.

## Současnost
V Bilbajsu sídlí egyptská letecká akademie a katolické biskupství. Mešita Sadat Kurajš je jednou z nejstarších v celé Africe.